# Spoorlijn 164 (België)
Spoorlijn 164 is een voormalige Belgische spoorlijn van Bastenaken naar Benonchamps en verder naar Wiltz in het Groothertogdom Luxemburg. De lijn tot de Luxemburgse grens is geopend in 1887. Het gedeelte van de grens naar Wiltz volgde in 1888. De hele lijn werd geëxploiteerd met Luxemburgs materieel. De reizigersdienst Bastogne - Benonchamps is opgeheven op 8 oktober 1950. Tot 23 september 1967 reden er nog treinen van Benonchamps naar Wiltz. Op schooldagen reden twee treinparen vanaf Bastogne, hoewel deze ritten nooit in het spoorboekje zijn vermeld.
De gehele lijn werd gesloten op 23 september 1967 en de spoorlijn is tussen 1968 en 1971 volledig opgebroken. Op de bedding is thans een RAVeL fiets- en wandelpad aangelegd in beton en asfalt van Bastenaken-Noord tot Wiltz in het Groothertogdom Luxemburg. 

## Aansluitingen
In de volgende plaatsen is of was er een aansluiting op de volgende spoorlijnen:
Bastenaken-Noord
Spoorlijn 163 tussen Libramont en Sankt-Vith
Benonchamps
CFL 1b, spoorlijn tussen Kautenbach en Schimpach-Wampach